# 형질도입

형질도입. 세균의 DNA는 초록색, 바이러스의 DNA는 보라색으로 표시하였다.

형질도입(形質導入, transduction)은 어떤 세균의 DNA가 바이러스를 통해서 다른 세균으로 옮겨가는 현상이다. 바이러스 벡터를 통해 외부 DNA가 다른 세포에 도입되는 경우에도 형질도입이라고 하는데, 이 방법은 분자생물학자들이 외부 유전자를 숙주세포의 게놈에 도입할 때 흔히 사용된다.
박테리오파지(세균을 감염시키는 바이러스)가 세균을 감염시키는 과정은 DNA 복제, 전사, 번역의 3단계로 이루어진다. 그런데 이 과정에서 숙주 세균 세포의 DNA를 가진 바이러스가 생산되어 형질도입을 유발하는 것이다.

## 발견
1915년, 위스콘신 대학교 매디슨의 조슈아 레더버그와 노턴 진더가 형질도입을 발견했다.

## 같이 보기
- 접합(conjugation)
- 형질전환(transformation)
- 형질주입(transfection)